# لیدیا اولمو
لیدیا اولمو (به فرانسوی: Lydia Oulmou) (متولد ۲ فوریه ۱۹۸۶ در بجایه، الجزایر) بازیکن تیم ملی والیبال زنان الجزایر و فعلی باشگاه هاینایوت فرانسه است.